# 파블로 알파로
파블로 알파로 아르멘고트(스페인어: Pablo Alfaro Armengot, 1969년 4월 26일, 아라곤 주 사라고사 ~)는 스페인의 전직 축구 선수로, 현역 시절 중앙 수비수로 활약했으며, 현재 감독이다.
현역 시절, 그는 6개 구단에서 활약했는데, 주로 세비야에서 활약했고, 총 418번의 라 리가 경기에 출전해 15골을 넣었고, 리그에서만 18번 퇴장당했고, 모든 대회 통틀어 30번 퇴장당했다.
알파로는 2000년대 말부터 감독으로 전향했다.

## 선수 경력
사라고사 출신인 알파로는 고향 사라고사에서 현역 생활을 시작했다. 그는 1989년 9월 3일, 3-0으로 이긴 라요 바예카노와의 라 리가 안방 경기에서 신고식을 치렀고, 1년차에 리그 1경기만을 결장했고, 아라곤 연고 구단은 시즌을 9위로 마쳤다.
1992년 여름, 알파로는 바르셀로나와 계약하였으나, 카탈루냐에서 보낸 처음이자 마지막 시즌에 그리 많은 출장 기회를 잡지 못했다. 그는 이후 라싱 산탄데르와 아틀레티코 마드리드에 몸을 담았는데, 칸타브리아 연고 구단에서는 붙박이 주전이었지만, 매트리스 제작자들 일원으로는 후보 선수에 머물렀다.
알파로는 1997-98 시즌에 메리다로 이적해 엑스트레마두라 연고 구단의 모든 경기 중 4경기를 제외하고 출전했지만, 2부 리그 강등을 막지 못했고, 이 시즌에만 12번의 경고와 2번의 퇴장을 적립했다. 1999-2000 시즌에 소속 구단은 리그에서 6위의 성적을 거두었지만 재정 문제로 인해 또다시 강등당했다.
2000년 여름, 노장 수비수는 2부 리그로 강등된 세비야로 이적하여 안달루시아 구단이 1년 만에 1부 리그로 복귀할 수 있도록 도왔다. 세비야 시절, 알파로는 하비 나바로와 함께 안정적인 수비진을 구축했으나, 구단 유소년부를 졸업한 세르히오 라모스와 2006년 1월에 쥘리앙 에스퀴데의 영입으로 그는 후보 수비수로 밀려났고, 결국 이적 시장에서 친정 라싱으로 복귀해 5월 7일에 오사수나와의 안방 경기에서 보기 드물지만 소중한 득점을 올려 2-1 승리를 견인해 1부 리그 강등을 간신히 막았다.

## 감독 경력
알파로는 2006-07 시즌 끝에 거의 38세가 되어 프로 무대에서 딱 600경기를 뛰고 현역에서 은퇴했다. 그로부터 2년 후, 그는 세군다 디비시온 B의 폰테베드라 지휘봉을 잡아 감독일을 시작했고, 갈리시아 구단을 정규 시즌 4위로 이끌었지만 이어지는 플레이오프전에서 승격이 좌절되었다.
알파로는 2010년 6월 17일에 레크레아티보와 계약하여 한 단계 높은 리그 구단을 맡게 되었다. 그러나 딱 4달 후 8경기에서 4무 4패의 성적을 거두면서, 그는 스페인에서 가장 유서가 깊은 구단으로부터 해임되었다.
2012년 6월, 알파로는 3부 리그의 2012-13 시즌을 앞두고 레가네스 감독이 되었다. 그는 마드리드 연고 구단은 플레이오프전으로 이끌었지만 례이다와의 8강전에서 합계 2-3으로 패해 탈락했다.
알파로는 2013년 6월에 갓 2부 리그에서 강등당한 우에스카 감독으로 취임해 고향 아라곤으로 복귀했다. 처음 5경기에서 1승 1무 3패에 그친 그는 9월 25일에 해임되었다.
2014년 12월 2일, 알파로는 하이메 몰리나의 후임으로 마르베야와 시즌 말까지 계약했다. 이듬해 3월 23일, 소속 구단이 4경기 연속 패배로 강등권에 처지면서, 그도 해임되었다.
2017년 3월 28일, 알파로는 하비에르 알바레스 데 로스 모소스 감독을 경질한 2부 리그 최하위 미란데스 감독으로 6월까지 계약했다. 그는 소속 구단 강등에도 불구하고 미란다 데 에브로에 남았고, 이듬해에는 정규시즌 조 1위를 차지했다. 플레이오프 준결승전에서 엑스트레마두라에 합계 1-2로 밀려 탈락한 후, 그는 2018년 6월에 계약 연장 제의를 받지 못했다.
2019년 2월 28일, 이비사는 2019-20 시즌 끝까지 안드레스 팔로프 감독의 후임으로 알파로를 내정했다. 이듬해 12월 2일, 그는 또다른 3부 리그 구단인 코르도바의 감독이 되었다.

## 사생활
알파로는 의학을 전공했지만, 실제로 전공 관련 일을 한 적은 없다.

## 감독 통계
2021년 4월 18일 기준
| 구단         | 취임             | 해임             | 기록 | 기록 | 기록 | 기록 | 기록 | 기록 | 기록 | 기록  | 주     |
| 구단         | 취임             | 해임             | 전   | 승   | 무   | 패   | 득   | 실   | 차   | 율 %  | 주     |
| ------------ | ---------------- | ---------------- | ---- | ---- | ---- | ---- | ---- | ---- | ---- | ----- | ------ |
| 폰테베드라   | 2009년 11월 26일 | 2010년 6월 17일  | 28   | 15   | 6    | 7    | 35   | 23   | +12  | 53.57 | [ 23 ] |
| 레크레아티보 | 2010년 6월 17일  | 2010년 10월 17일 | 9    | 0    | 4    | 5    | 3    | 13   | −10  | 0.00  | [ 24 ] |
| 레가네스     | 2012년 6월 28일  | 2013년 6월 28일  | 40   | 20   | 11   | 9    | 59   | 38   | +21  | 50.00 | [ 25 ] |
| 우에스카     | 2013년 6월 28일  | 2013년 9월 25일  | 7    | 2    | 1    | 4    | 4    | 10   | −6   | 28.57 | [ 26 ] |
| 마르베야     | 2014년 12월 2일  | 2015년 3월 23일  | 15   | 4    | 4    | 7    | 12   | 21   | −9   | 26.67 | [ 27 ] |
| 미란데스     | 2017년 3월 28일  | 2018년 6월 28일  | 55   | 28   | 11   | 16   | 70   | 56   | +14  | 50.91 | [ 28 ] |
| 이비사       | 2019년 2월 28일  | 2020년 7월 31일  | 44   | 24   | 11   | 9    | 62   | 33   | +29  | 54.55 | [ 29 ] |
| 코르도바     | 2020년 12월 2일  | 2021년 4월 19일  | 18   | 8    | 4    | 6    | 19   | 16   | +3   | 44.44 | [ 30 ] |
| 합계         | 합계             | 합계             | 216  | 101  | 52   | 63   | 264  | 210  | +54  | 46.76 | —      |

## 수상
바르셀로나
- 라 리가: 1992–93
- UEFA 슈퍼컵: 1992

세비야
- UEFA컵: 2005–06

## 같이 보기
- 라리가 선수 목록 (400경기 이상 출장)